# (20236) 1998 BZ7
(20236) 1998 BZ7 est un astéroïde Apollon découvert en 1998.

## Description
(20236) 1998 BZ7 a été découvert le 24 janvier 1998 à l'observatoire du Haleakalā, un centre de recherche astronomique américain faisant partie de l'Institut d'astronomie de l'Université de Hawaï situé au sommet du volcan Haleakalā sur l'île de Maui, par le programme Near Earth Asteroid Tracking (NEAT).

### Caractéristiques orbitales
L'orbite de cet astéroïde est caractérisée par un demi-grand axe de 2,4 UA, un périhélie de 0,90 UA, une excentricité de 0,56 et une inclinaison de 6,50° par rapport à l'écliptique. Du fait de ces caractéristiques, à savoir un demi-grand axe supérieur à 1 UA et un périhélie inférieur à 1,017 UA, il est classé comme astéroïde Apollon.

### Caractéristiques physiques
(20236) 1998 BZ7 a une magnitude absolue (H) de 17,6 et un albédo estimé à 0,068.